# 特急北アルプス殺人事件
『特急北アルプス殺人事件』（とっきゅうきたあるぷすさつじんじけん）は、西村京太郎の推理小説。1985年に実業之日本社から出版された。

## ストーリー
高山市内の民芸店内で他殺死体が発見された。容疑者として挙げられた人物は、被害者の死亡推定時刻である前の時間に高山本線高山駅を発車した新名古屋駅（現・名鉄名古屋駅）行き特急「北アルプス」に乗っていたというアリバイが発覚する。その後、下呂の合掌村にて私立探偵の他殺死体が発見される。十津川警部たちは、両方の殺人事件の関連の特定を掴むと共に、列車を使ったアリバイトリックの究明に挑む。

## 登場人物
- 十津川警部 - 警視庁捜査一課の警部。
- 亀井刑事 - 十津川警部の部下。
- 新倉 - 中央興産社長。
- 阿井今日子 - モデル。
- 細川刑事 - 岐阜県警高山署の刑事。
- 堀田栄 - 私立探偵。
- 塚越貢 - 私立探偵。堀田と共に探偵事務所を開いている。

## テレビドラマ

### 1986年版
『西村京太郎トラベルミステリー・特急北アルプス殺人事件』は、テレビ朝日系列の2時間ドラマ『土曜ワイド劇場』（毎週土曜日21:02 - 22:51、JST）で1986年2月1日に放送された。主演は愛川欽也と三橋達也。
キャスト
- 亀井定夫 - 愛川欽也
- 十津川省三 - 三橋達也
- 西本明 - 森本レオ
- 清水新一 - 井川晃一
- 橘直子 - 古手川伸子
- 唐沢ナツ（宝石デザイナー） - 二宮さよ子
- 間垣ユミ（OL） - 芦川よしみ
- 堀田幸子（堀田栄の妻） - 鈴鹿景子
- 阿井今日子 - 人見ゆかり
- 佐藤（高山署刑事）- 山本廉
- 相馬（下呂署刑事）- 相馬剛三
- 塚越貢（私立探偵）- 高峰圭二
- 旅館「田邊」 - 小園蓉子
- みずえ（女給・ナツの女給時代の仲間） - 中島葵
- 堀田栄（私立探偵）- 嵐五郎
- 新倉茂（中央デパート 社長） - 根上淳
- 女子大生（高山と下呂の死体の第一発見者） - 今里直子
- タクシー運転手 - 轟謙司
- ジュエリーNATSUマネージャー - 仲野裕
- ラブホテル「ニュー京浜」のルーム係 - 伊藤慶子

その他
- 本作でのダイヤは、13時52分に新名古屋駅行きの「北アルプス」が高山を発車するダイヤになっていることから、1985年3月14日国鉄ダイヤ改正以前のダイヤであることがわかる。このことについてはドラマのエンディングで字幕説明が入っている。始発は飛騨古川駅だった。
- 『トラベルミステリー』の作中にはキハ8000系の「北アルプス」及びキハ82系の「ひだ」が高山駅に停車しているシーン及び日本ライン付近の走行シーンが収録されており、ファンにとっては大変貴重な映像である。
- 視聴率26.7％（ビデオリサーチ社調べ・関東地区）は、「西村京太郎トラベルミステリー」シリーズ最高視聴率となっており、30年以上経った現在もなお破られていない。
- 中京広域圏では、1990年4月と1997年11月に名古屋テレビにて再放送された。